# Victòria Segura Avellaneda
Victòria Segura Avellaneda, "Vicky", va néixer a San Fernando (Cadis) el 26 de maig de 1947 i viu a l'Hospitalet des de 1954. Fundadora de l'Associació Esportiva Collblanc - la Torrassa l'any 1987 i sindicalista de Comissions Obreres (CCOO) de l'Hospital de Bellvitge, com a secretària general de la secció sindical des de l'any 1992 fins al 2012, data en què es va jubilar.
La seva vinculació amb l'esport a la ciutat de l'Hospitalet arrenca l'any 1985, com a membre de l'AMPA de l'escola Màrius Torres. En aquest període l'alcalde de la ciutat, Juan Ignacio Pujana, va fer una crida a les AMPA i clubs de futbol per incentivar la creació d'entitats poliesportives amb la finalitat de reconduir en positiu els temps d'oci del jovent. A partir d'aquí, va ser presidenta del CCR Collblanc-Torrassa (més endavant l'AEC Collblanc la Torrassa), que va arribar a aconseguir la categoria LEB Plata
En aquest període de més de 30 anys com a presidenta de l'AEC Collblanc la Torrassa, conjuntament amb el seu equip, va aconseguir formar fins a 21 equips de bàsquet amb més de 240 esportistes.
Paral·lelament, va participar en diferents accions sindicals per a reivindicar els drets laborals dels treballadors i treballadores de l'Institut Català de la Salut (ICS). Especialment defensant els drets i promoció interna de les dones perquè poguessin accedir a càrrecs de responsabilitat. En el marc de sis mesos de negociació es van fer diferents accions de protesta, assemblees, vagues i concentracions d'àmbit autonòmic i estatal. Finalment es va arribar a un acord i va aconseguir que la carrera professional administrativa fos reconeguda a Catalunya i a Espanya.